# Fabryka Porcelany w Horodnicy

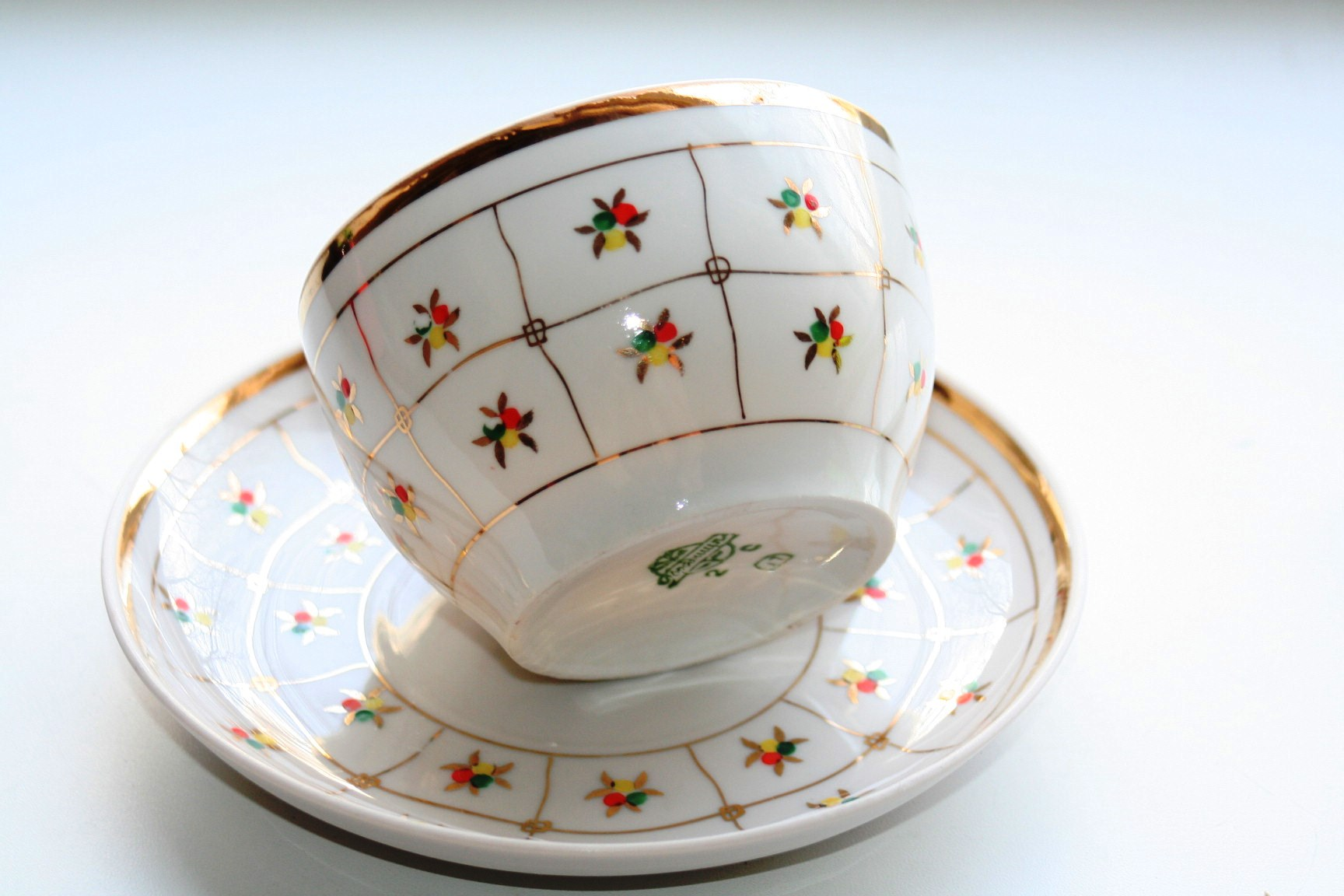
Filiżanka i spodek z serwisu Horodnickiej Fabryki Porcelany, koniec lat 50-początek lat 60 XX wieku

Fabryka Porcelany w Horodnicy — przedsiębiorstwo przemysłu porcelanowego i fajansowego, zlokalizowane we wsi Horodnyca w rejonie zwiahelskim obwodu żytomierskiego.

## Historia

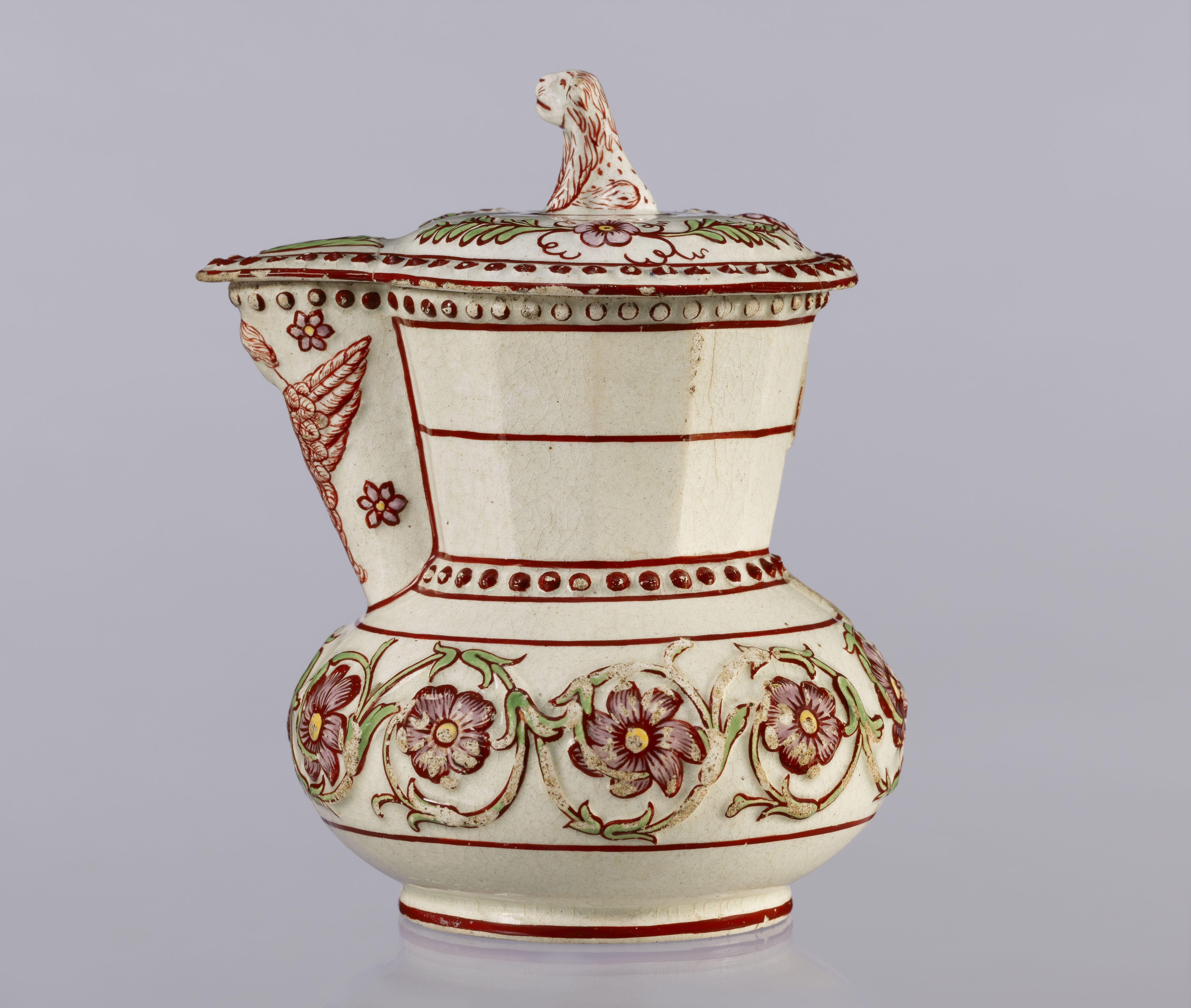
Dzbanuszek z pokrywką. Fajans delikatny, 1846. Muzeum Narodowe w Warszawie

Fabryka porcelany w miejscowości Horodnycia powiatu nowogródzko-wołyńskiego w guberni wołyńskiej została zbudowana przez księcia Józefa Klemensa Czartoryskiego, w 1799 roku i później zyskała światową sławę.

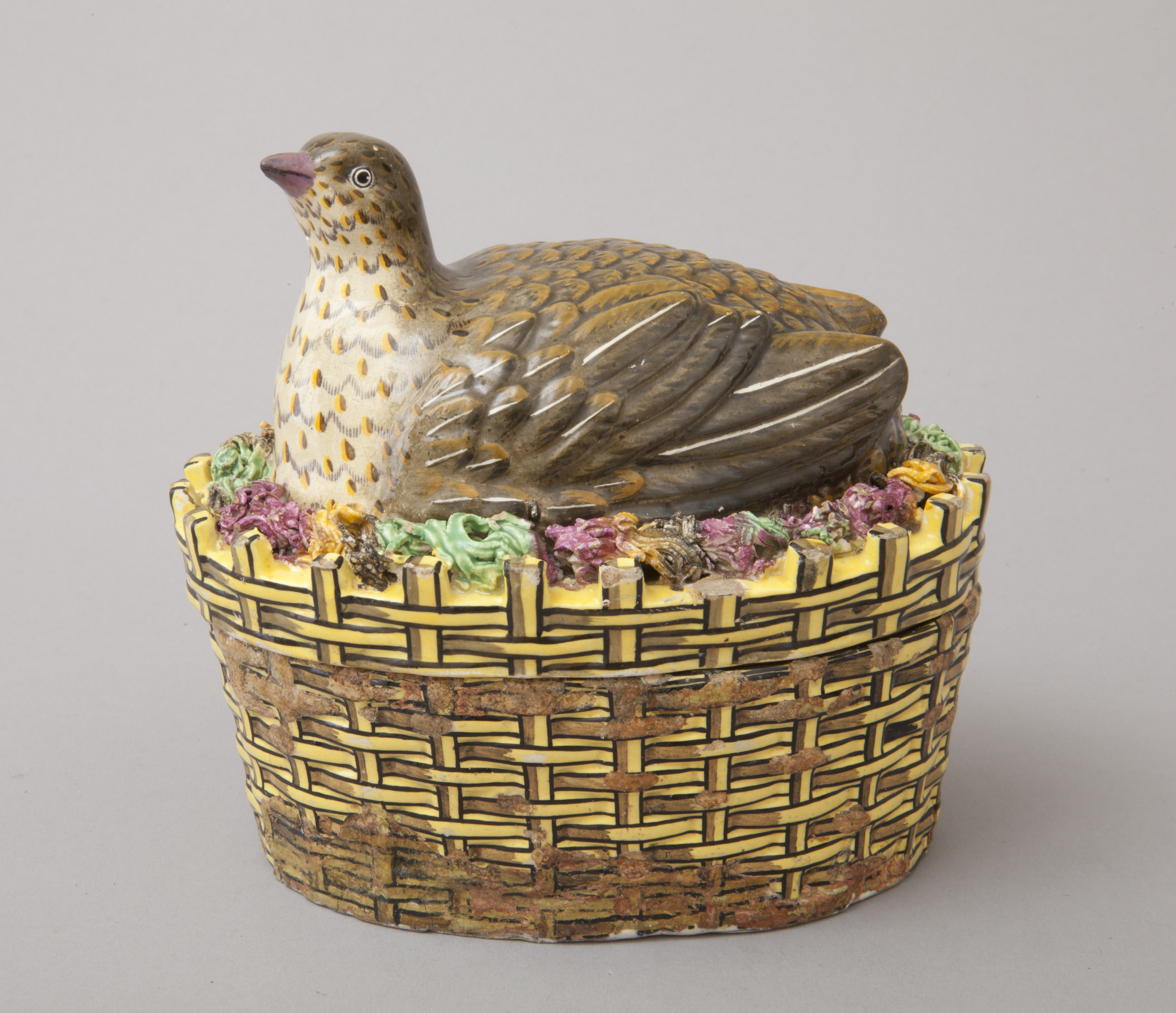
Maselniczka. Fajans delikatny, ok. 1850. Muzeum Narodowe w Krakowie

Manufaktura w Horodnicy rozpoczęła działalność 1 kwietnia 1807 roku. Początkowo firma produkowała bardzo lekkie, pięknie szkliwione, kolorowe fajanse i zdobione naczynia w stylu angielskim.

### Okres 1917-1941
Po rewolucji październikowej w 1917 r. kontynuował produkcję porcelany stołowej w sposób tradycyjny. Później przedsiębiorstwo zostało znacjonalizowane.

### Okres II wojny światowej, okres powojenny
W czasie walk II wojny światowej i okupacji niemieckiej zakład został wyłączony z eksploatacji i na wpół zniszczony, jednak po zakończeniu wojny został odbudowany i ponownie oddany do użytku.

### Po odzyskaniu niepodległości
Po uzyskaniu przez Ukrainę niepodległości, w 1993 roku państwowy zakład został przekształcony w przedsiębiorstwo komunalne.
W styczniu 2010 roku rozpoczęła się procedura upadłościowa zakładu. Na początku lutego 2011 roku zakład nie pracował, a 19 stycznia 2012 r. Sąd Gospodarczy Obwodu Żytomierskiego ogłosił upadłość zakładu i rozpoczął procedurę likwidacji przedsiębiorstwa.